# Gobernador Gregores
Gobernador Georges je město v argentinské Patagonii. Je hlavním městem departementu Río Chico v provincii Santa Cruz. Při sčítání lidu v roce 2010 mělo město 4497 obyvatel. Gobernador Georges bylo založeno v roce 1871. Je pojmenované po Juanovi Manuelovi Gregoresovi, argentinském námořním kapitánovi a bývalém guvernérovi někdejší provincie Territorio nacional de Santa Cruz, která svého času pokrývala většinu jihu Argentiny.